# Alix E. Harrow
Alix E. Harrow, nota anche con lo pseudonimo di Alix Heintzman (Idaho, 9 novembre 1989), è una scrittrice statunitense,vincitrice del Premio Hugo per il miglior racconto breve con A Witch's Guide to Escape: A Practical Compendium of Portal Fantasies. I suoi racconti hanno avuto nomination nei seguenti concorsi letterari: Premio Nebula, Premio World Fantasy, Premio Locus.

## Biografia
Alix E. Harrow, nasce nel 1989 sul suolo americano, vive nel Kentucky. All'età di sedici anni si iscrive al Berea College, dove consegue una laurea triennale in Storia. Si iscrive all'Università del Vermont per conseguire un Master. Vive nel Kentuky con suo marito, Nick Stirner,  e i due bambini. Prima di divenire scrittrice a tempo pieno, insegnava storia africana e afro-americana all'Università del Kentucky Orientale.

## Opere di narrativa
Il suo primo romanzo, Le diecimila porte di January, ha ricevuto critiche positive, ricevendo nomination e premi in numerosi concorsi letterari, come il Premio Hugo, il Premio Nebula, e il Premio World Fantasy per il miglior romanzo. 
Il suo secondo romanzo, Le streghe in eterno, ha vinto il Premio British Fantasy nel 2021 ed è arrivato finalista nel 2020 per i premi Hugo, Nebula, Locus e World Fantasy.

### Romanzi
- Le diecimila porte di January, Mondadori (2020), Collana:biografia (REALE), ISBN 9788804728641 (396 pagine)
- Le streghe in eterno, Mondadori (2021), ISBN 9788804737674
- Starling house, Mondadori (2024), ISBN 9788804757955

### Novelle
Serie "Fractured Fables"
- A Spindle Splintered (2021) ISBN 9781250765352
- A Mirror Mended (2022) ISBN 9781250766649

### Racconti
- A Whisper in the Weld (2014)
- The Animal Women (2015)
- Dustbaby (2015)
- The Autobiography of a Traitor and a Half-Savage (2016)
- Patience and Not-Forsaken (2016)
- A Witch's Guide to Escape: A Practical Compendium of Portal Fantasies (2018)
- Do Not Look Back, My Lion (2019)
- The Sycamore and the Sybil (2020)
- Numbers Game--Games to Bind Us: A Play Anthology on First Contact (2020)
- The Ransom of Miss Coraline Connelly (2020)
- Mr. Death (2021)
- Roadside Attraction--Someone in Time: Tales of Time-Crossed Romance (2022)
- The Long Way Up (2022)
- The Six Deaths of the Saint (2022)
- The Knight and the Butcherbird (2025)